# Ermal Tahiri
Ermal Tahiri (Tirana, 27 aprile 1969) è un ex calciatore albanese, di ruolo centrocampista.

## Carriera

### Nazionale
Ha collezionato 4 presenze con la nazionale albanese.

## Palmarès

### Club

#### Competizioni nazionali
- Campionato albanese: 1

Dinamo Tirana: 1989-1990
- Coppa d'Albania: 1

Dinamo Tirana: 1989-1990